# Carlia leucotaenia
Carlia leucotaenia är en ödleart som beskrevs av  Pieter Bleeker 1860. Carlia leucotaenia ingår i släktet Carlia och familjen skinkar. Inga underarter finns listade.